# Grönländische Badmintonmeisterschaft 2019
Die Grönländische Badmintonmeisterschaft 2019 fand vom 15. bis zum 20. April 2019 in Nuuk statt.

## Sieger und Platzierte
| Disziplin    | Gold                                  | Silber                                | Bronze                                        |
| ------------ | ------------------------------------- | ------------------------------------- | --------------------------------------------- |
| Herreneinzel | Jens Frederik Nielsen                 | Frederik Elsner                       | Toke Ketwa Driefer                            |
| Dameneinzel  | Sara L. Jacobsen                      | Pilunnguaq A. Hegelund                | Paninnguaq Davidsen                           |
| Herrendoppel | Jens Frederik Nielsen Frederik Elsner | Casper Gustavsen Henrik Jensen        | Sequssuna F. Schmidt Toke Ketwa Driefer       |
| Damendoppel  | Susanne Wahlbom Sara L. Jacobsen      | Milka Brønlund Nina Høegh Møller      | Tina Amassen Rafaelsen Pilunnguaq A. Hegelund |
| Mixed        | Frederik Elsner Nina Høegh Møller     | Jens Frederik Nielsen Susanne Wahlbom | Toke Ketwa Driefer Pilunnguaq A. Hegelund     |